# 주작 (발해)
주작(朱雀)은 발해 희왕의 연호이다. 813년에서 817년까지 사용되었다.

## 연대대조표
| 주작                | 원년       | 2년        | 3년        | 4년        | 5년        |
| 서력                | 813년      | 814년      | 815년      | 816년      | 817년      |
| 육십간지 (六十干支) | 계사(癸巳) | 갑오(甲午) | 을미(乙未) | 병신(丙申) | 정유(丁酉) |

## 같이 보기
- 한국의 연호

| 이전연호: | 다음연호: |
| --------- | --------- |
| 영덕      | 태시      |